# 久喜宮代衛生組合

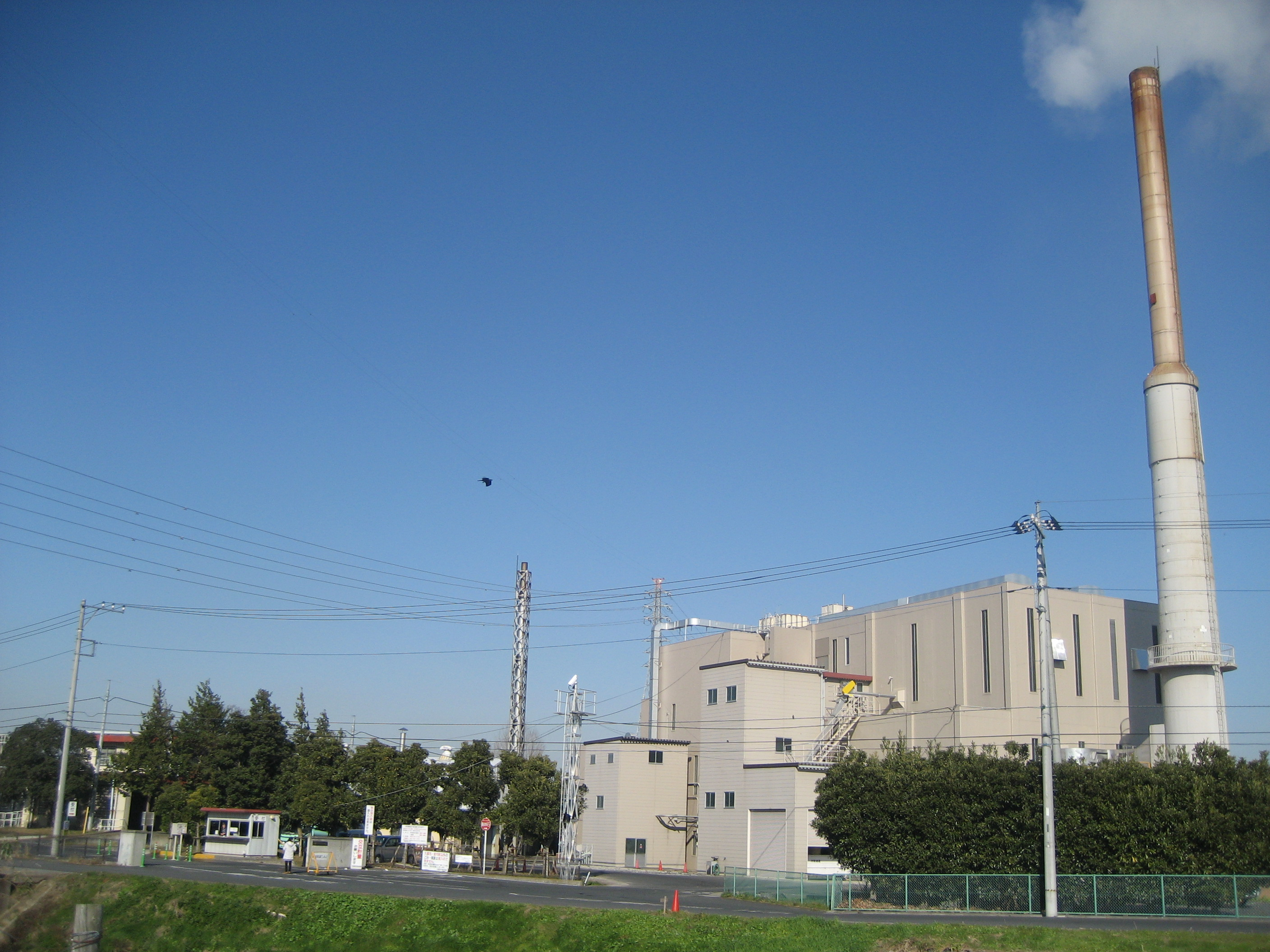
久喜宮代清掃センター

久喜宮代衛生組合 （くきみやしろえいせいくみあい）は埼玉県久喜市と南埼玉郡宮代町による一部事務組合。一般廃棄物（ごみ・し尿）の処理を行う。

## 概要
廃棄物の処理及び清掃に関する法律により一般廃棄物の収集・運搬および処分は市町村の権限であり、久喜市と宮代町はそれを共同で処理している。
管理者（普通地方公共団体における首長に相当）は久喜市長が、副管理者は宮代町長がそれぞれ務める。
なお、過去に久喜市と宮代町の間に久喜地区消防組合（現：埼玉東部消防組合）という別の一部事務組合が、同組合とは別に組織されていた。

## 沿革
- 1961年（昭和36年）　久喜宮代衛生組合設立。
- 2010年（平成22年）3月23日　旧久喜市、南埼玉郡菖蒲町、北葛飾郡栗橋町、同郡鷲宮町が合併し、新たな久喜市が発足。それに伴い当組合は3つの清掃センターが構成された。
  - 久喜宮代清掃センター（旧久喜市・宮代町）※当所在地
  - 八甫清掃センター（旧栗橋町・旧鷲宮町：旧栗橋・鷲宮衛生組合）
  - 菖蒲清掃センター（旧菖蒲町：旧菖蒲町清掃センター）

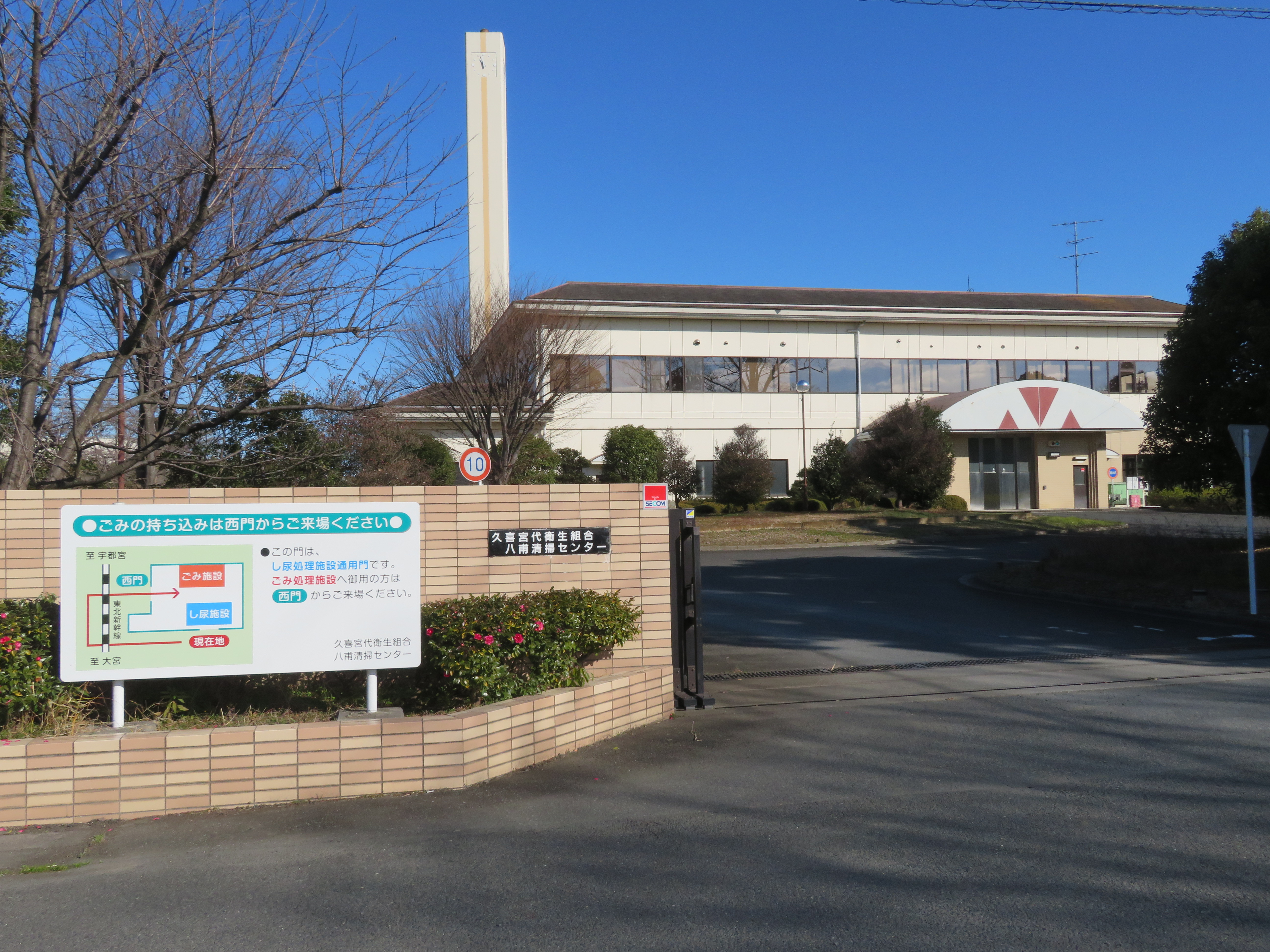
八甫清掃センター
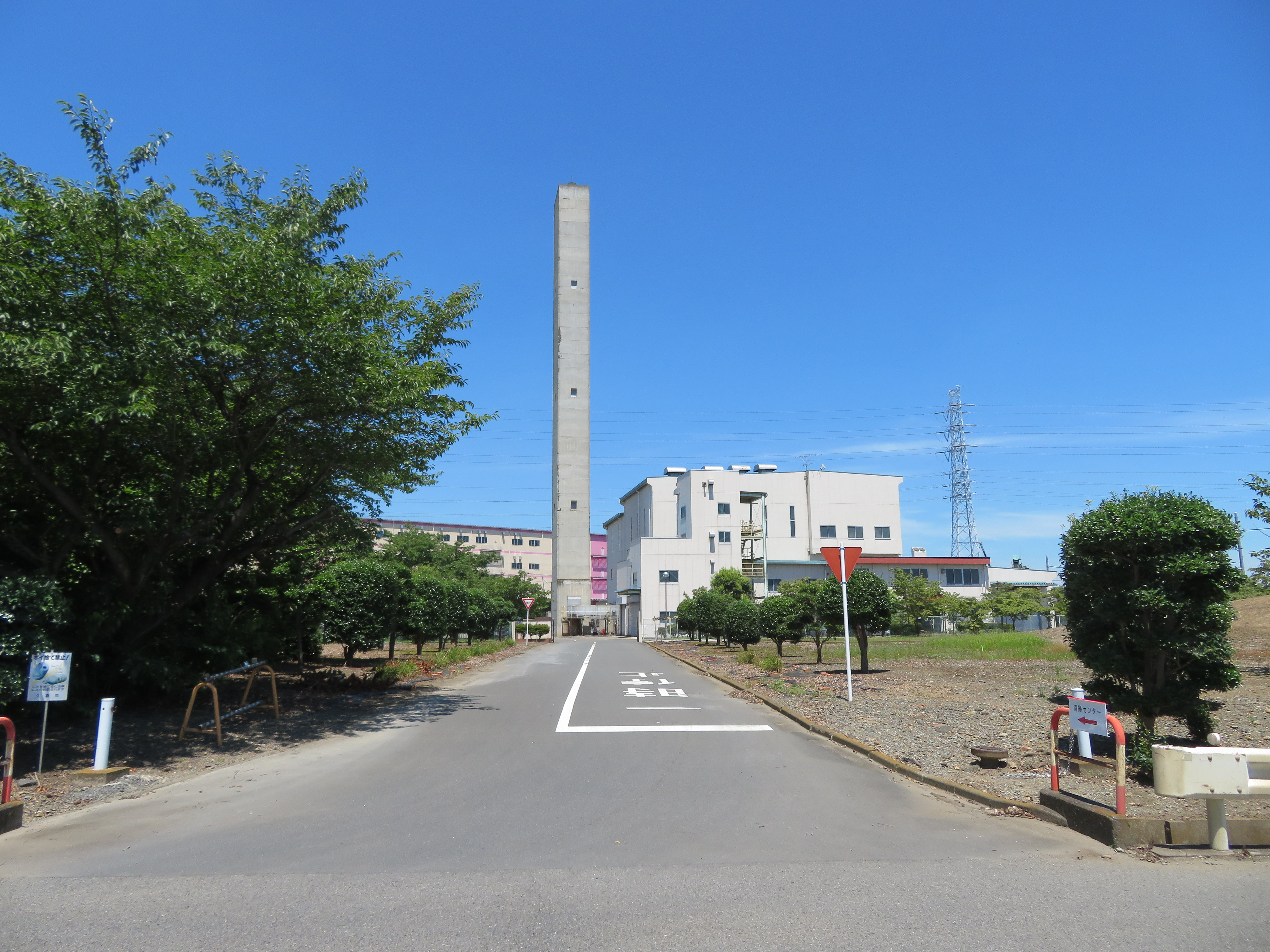
菖蒲清掃センター

## 所在地
埼玉県南埼玉郡宮代町大字和戸1276-1